# Yasunari Hiraoka
Yasunari Hiraoka (平岡 靖成 Hiraoka Yasunari?, nacido el 13 de marzo de 1972 en Yaita, Tochigi) es un exfutbolista japonés. Jugaba de defensa y su último club fue el Omiya Ardija de Japón.

## Trayectoria

### Clubes
| Club                  | País  | Año         |
| --------------------- | ----- | ----------- |
| Otsuka Pharmaceutical | Japón | 1994 - 1996 |
| Kyoto Purple Sanga    | Japón | 1997 - 1998 |
| Oita Trinita          | Japón | 1999 - 2000 |
| Nagoya Grampus Eight  | Japón | 2000 - 2003 |
| Omiya Ardija          | Japón | 2004 - 2007 |